# Keetmanshoop
 (décembre 2016).
Si vous disposez d'ouvrages ou d'articles de référence ou si vous connaissez des sites web de qualité traitant du thème abordé ici, merci de compléter l'article en donnant les références utiles à sa vérifiabilité et en les liant à la section « Notes et références ».
Keetmanshoop (néerlandais ou afrikaans pour « Espoir de Keetman ») est une municipalité du sud de la Namibie.
Carrefour et centre économique du sud de la Namibie, la ville compte 27 862 habitants (2023) et est la capitale de la région de Karas. Elle est située à la fois sur la voie ferrée TransNamib et au carrefour de la route nationale B1, principal axe nord-sud du pays, et de la route nationale B4 menant à Lüderitz. Elle est le principal centre économique de la région et un point d'accès habituel vers les sites touristiques du sud du pays (Fish River Canyon, Lüderitz, Ais Ais...).

## Histoire

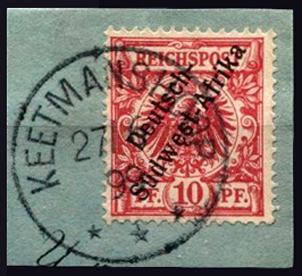
Timbres pour l'Afrique du Sud-Ouest Allemande cachet de la poste Keetmanshoop 1899

La région de Keetmanshoop était connue autrefois, avant l'arrivée des européens, sous le nom de ǂNuǂgoaes ou #Nu#goaes en Nama. En 1860, un établissement de la Mission rhénane fut fondée auprès des tribus locales namas. Le premier missionnaire, Johann Georg Schröder, arriva sur les lieux le 14 avril 1866, date officielle de la fondation de Keetmanshoop, du nom de Johann Keetman qui avait financé l'établissement de la mission, mais qui ne visita jamais le lieu nommé pour lui.

## Culture
Le Keetmanshoop Museum relate l'histoire de la ville.
Il est situé près de l'église rhénane (1895), monument national depuis 1978. Celle-ci combine architecture gothique et pierre africaine.
L'autre édifice historique de la ville est le bâtiment de la poste (1910).
La population de la ville est de langue afrikaans et allemande, mais l'anglais est parlé et compris par la majorité des personnes.

## Religion
Keetmanshoop est le siège d'un évêché catholique.

## Environnement
La ville est située à 20 km de la forêt typique de Quivertree (arbres kokerboom).

## Personnalités liées à la ville
- Zenatha Goeieman, joueuse de football, y est née.
- Lesley Klim, joueur de rugby à XV, y est né.

### Images

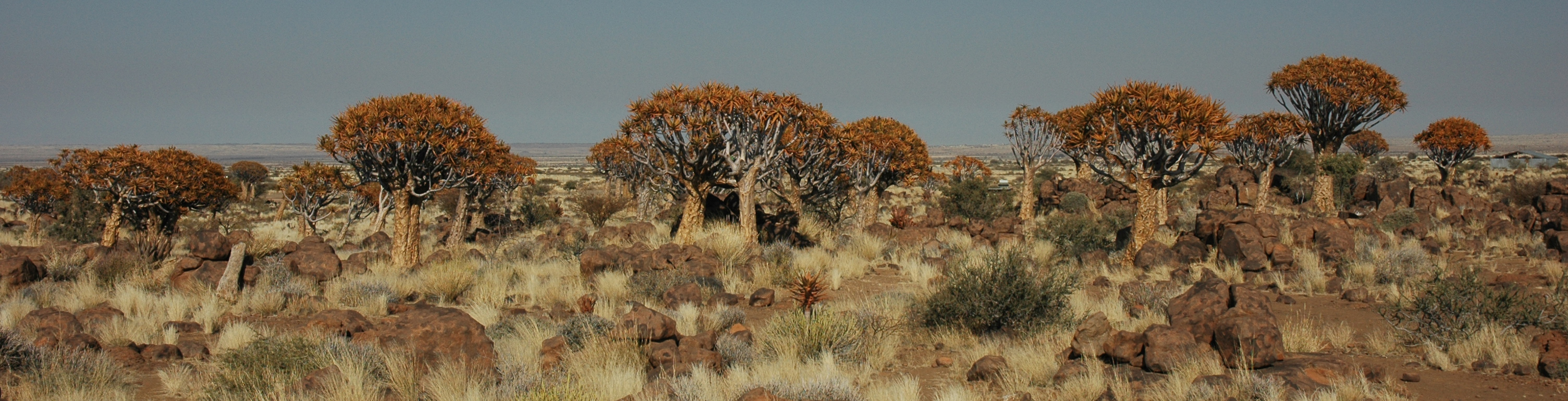
Quivertree Forest
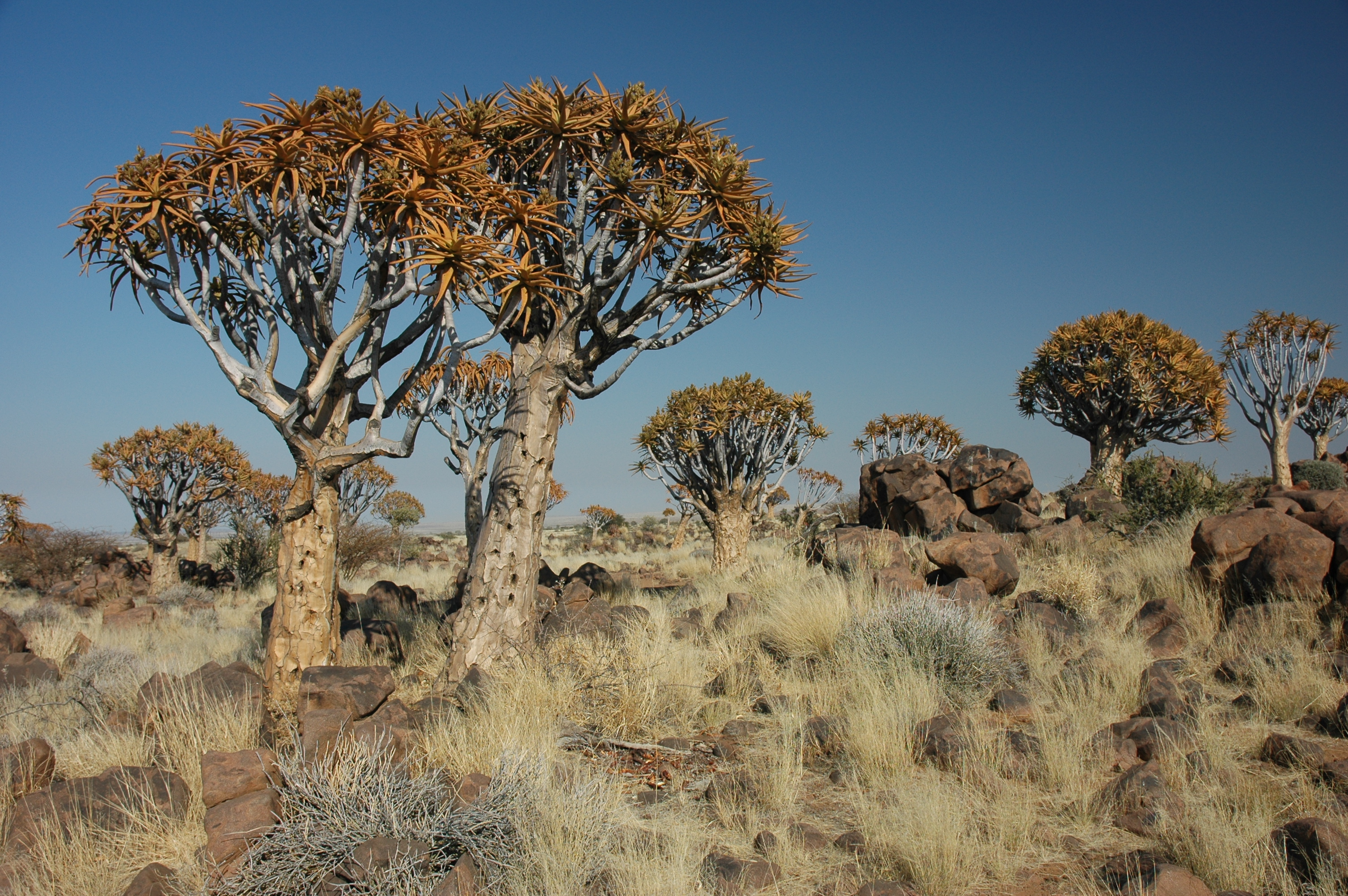
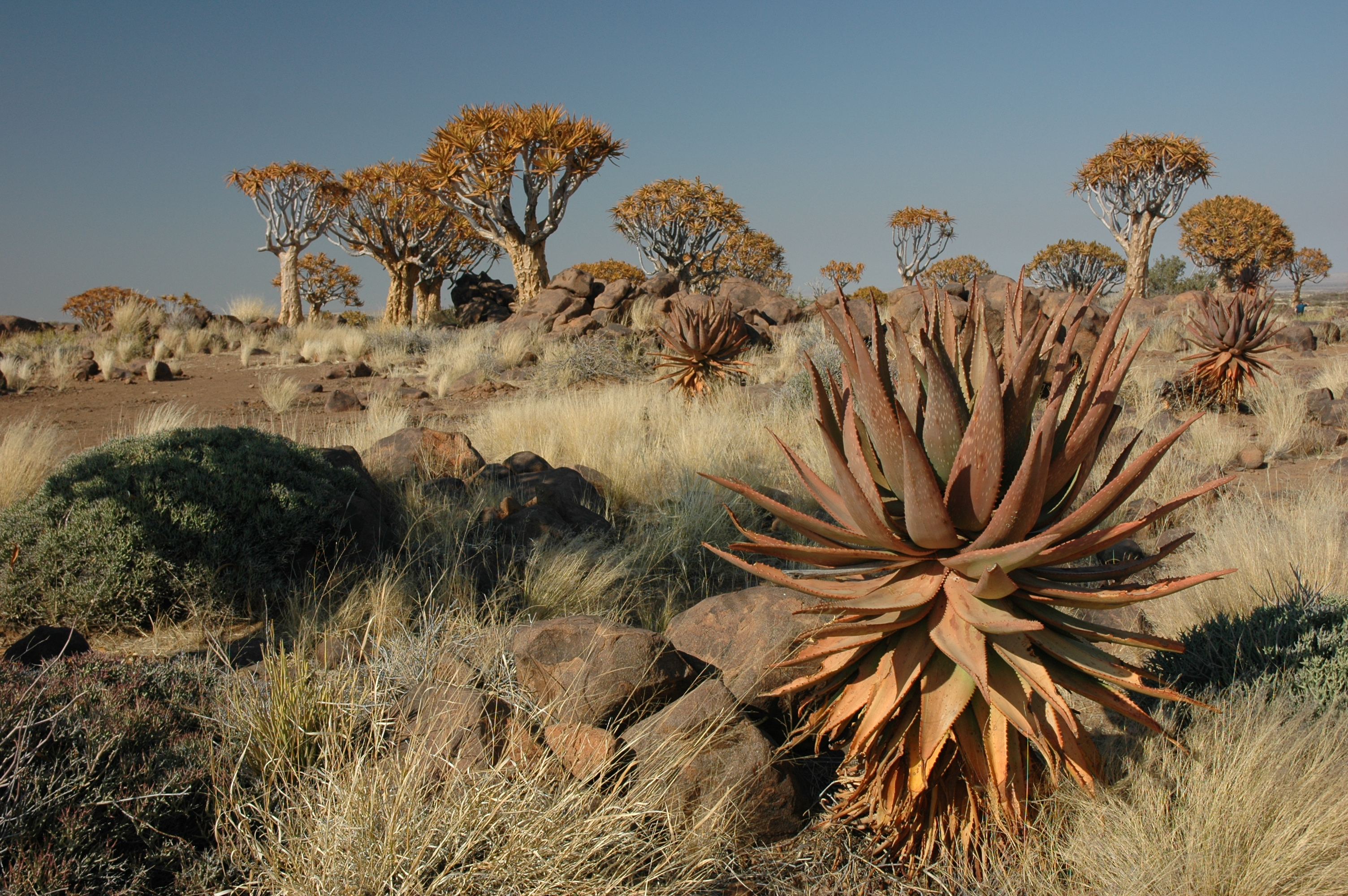

Non loin de la forêt de Quivertree se trouvent les "Giants Playgrounds", empilages de gros blocs rocheux.

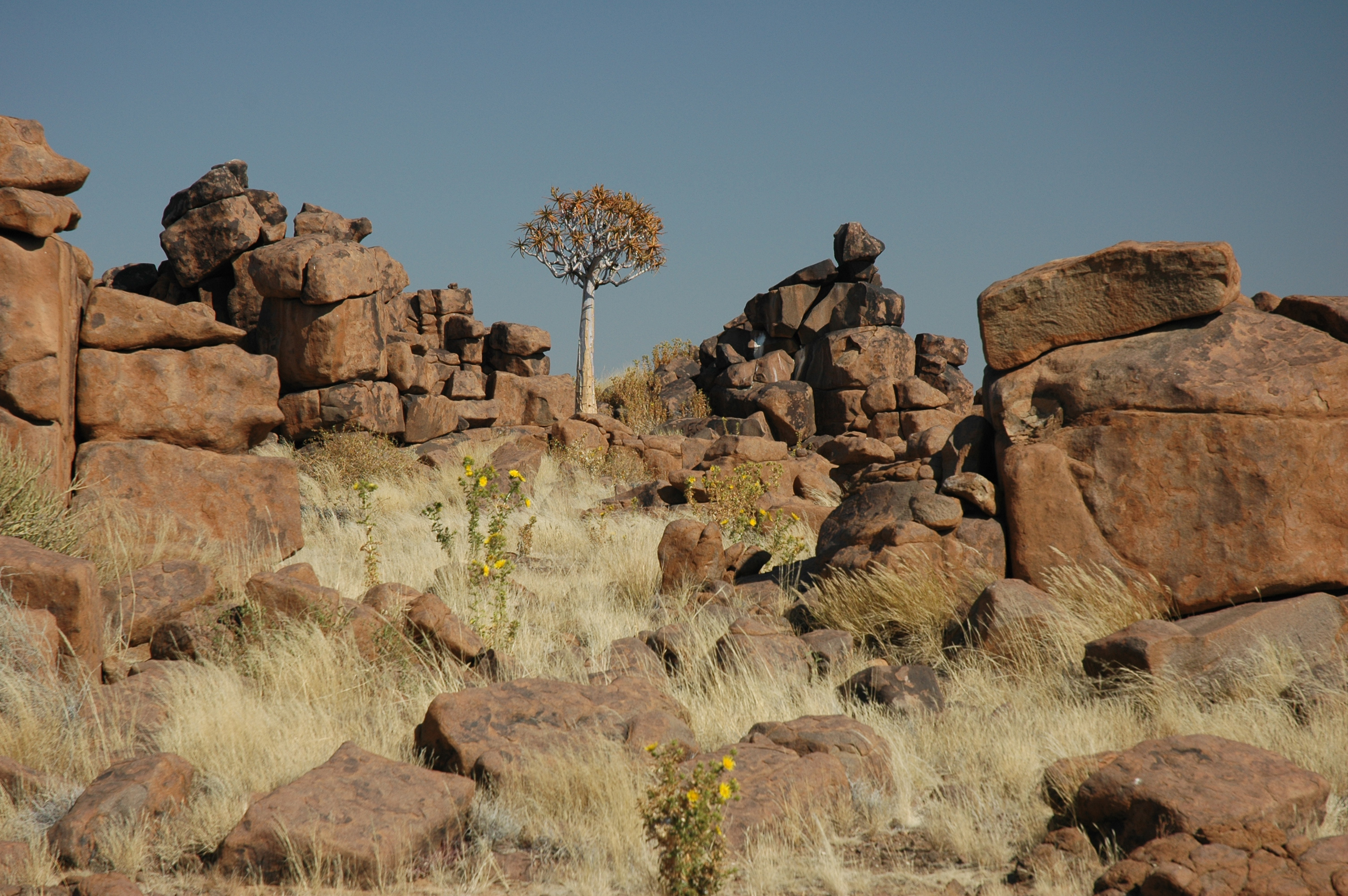
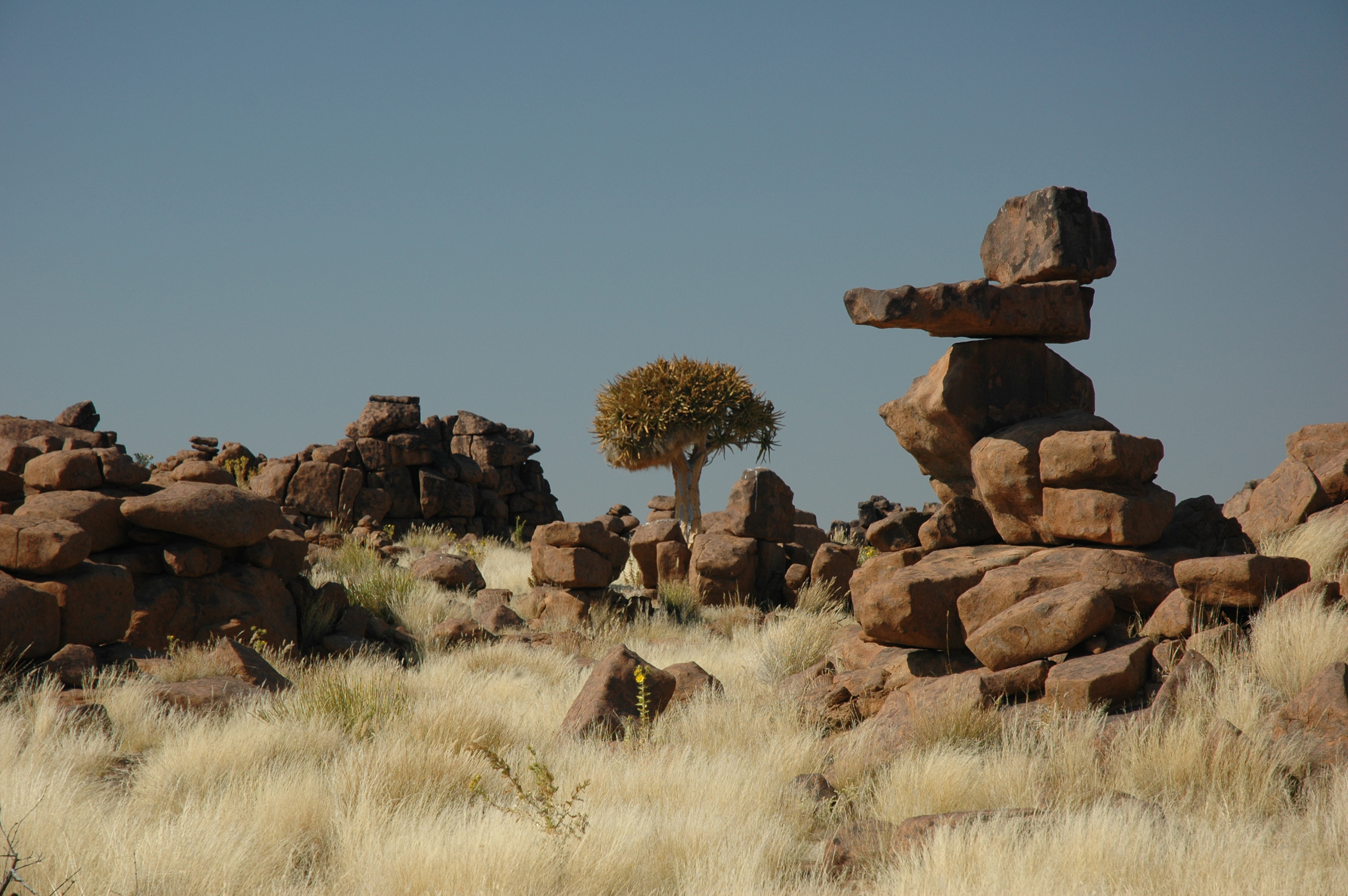